# Copula (geslacht)
Copula is een geslacht van neteldieren uit de familie van de Tripedaliidae.

## Soort
- Copula sivickisi (Stiasny, 1926)